# Копті
Копті (Коптя, Коптій) — половецький хан ХІІ ст.

## Життєпис
Очолював половецьке плем'я улаш-оґли (улашевичі), що кочували на лівому березі Дніпра, на річці Самарі.
У 1185 році разом з Гзаком, Кончаком та іншими половецькими ханами брав участь у битві на Каялі, де половці перемогли війська на чолі з Ігорем Святославичем. Коптій захопив в полон сина останнього — Володимира Ігоровича.
Про подальшу долю невідомо.